# Broken English
Pour le film de Zoe Cassavetes, voir Broken English (film).
Albums de Marianne Faithfull
Dreamin' My Dreams
(1976) Dangerous Acquaintances
(1981)
Broken English est le septième album studio de Marianne Faithfull produit par Mark Miller Mundy en 1979 pour Airstream. Il est souvent considéré comme l'album le plus important de la chanteuse.
Sur la photo de la pochette, teintée de bleu sur fond noir, on voit un gros plan de la chanteuse tenant de la main droite une cigarette au tison rouge vif. Son bras replié cache le haut du visage.
À l'origine, le bout de la cigarette était imprimé avec une encre fluorescente. Le photographe est Dennis Morris
L'album est certifié disque d'or en France pour 100 000 exemplaires vendus.
Il est cité dans la liste des 1001 albums qu'il faut avoir écoutés dans sa vie.

## Fiche technique

### Liste des chansons
| 1. | Broken English | Marianne Faithfull, Barry Reynolds, Joe Mavety, Steve York (en), Terry Stannard | 4:35 |
| 2. | Witches' Song  | Marianne Faithfull, Barry Reynolds, Joe Mavety, York, Terry Stannard            | 4:43 |
| 3. | Brain Drain    | Ben Brierley, Tim Hardin                                                        | 4:13 |
| 4. | Guilt          | Barry Reynolds                                                                  | 5:05 |

| 5. | The Ballad of Lucy Jordan | Shel Silverstein                                                                               | 4:09 |
| 6. | What's the Hurry | Joe Mavety                                                                                     | 3:05 |
| 7. | Working Class Hero | John Lennon                                                                                    | 4:40 |
| 8. | Why'd Ya Do It? (L'édition australienne originale ne comporte pas ce titre, remplacé par une version longue de Broken English) | Heathcote Williams, Barry Reynolds, Joe Mavety, Steve York, Terry Stannard, Marianne Faithfull | 6:45 |

### Musiciens
- Marianne Faithfull : chant
- Barry Reynolds : guitare
- Guy Humphries : guitare
- Joe Mavety : guitare
- Steve York : basse
- Terry Stannard : basse
- Darryl Way : violon
- Steve Winwood : claviers
- Dyan Birch : claviers
- Isabella Dulaney : chœurs
- Frankie Collins : chœurs
- Jim Cuomo : saxophone
- Morris Pert : batterie, percussions

## Classements
| Classement (1979/80)          | Meilleure position |
| ----------------------------- | ------------------ |
| Allemagne (Media Control AG)  | 4                  |
| Autriche (Ö3 Austria Top 40)  | 3                  |
| Pays-Bas (Mega Album Top 100) | 37                 |
| Suède (Sverigetopplistan)     | 4                  |
| Nouvelle-Zélande (RIANZ)      | 2                  |
| États-Unis (Billboard 200)    | 82                 |
| Royaume-Uni (UK Albums Chart) | 57                 |
| France (SNEP)                 | 3                  |

## Dans la culture populaire
- The Ballad of Lucy Jordan est reprise dans les films Les Fantasmes de Madame Jordan, Cours privé, Thelma et Louise et Tarnation.
- Guilt, quant à elle, peut être entendue dans la série télévisée Mindhunter, saison 2 épisode 9.